# Liste des monuments historiques protégés en 1944
Cet article recense les monuments historiques français classés ou inscrits en 1944.

## Protections
| Édifice                                                                                 | Commune                      | Département             | Région                     | Protection | Base Mérimée                         | Coordonnées                        | Image |
| --------------------------------------------------------------------------------------- | ---------------------------- | ----------------------- | -------------------------- | ---------- | ------------------------------------ | ---------------------------------- | ----- |
| Ferme de Bevay                                                                          | Beaupont                     | Ain                     | Auvergne-Rhône-Alpes       | inscrit    | « PA00116299 », notice no PA00116299 | 46° 26′ 52″ nord, 5° 14′ 46″ est   |       |
| Hôtel de province du Bugey                                                              | Belley                       | Ain                     | Auvergne-Rhône-Alpes       | inscrit    | « PA00116304 », notice no PA00116304 | 45° 45′ 34″ nord, 5° 41′ 12″ est   |       |
| Place de la Cathédrale                                                                  | Belley                       | Ain                     | Auvergne-Rhône-Alpes       | classé     | « PA00116310 », notice no PA00116310 | 45° 45′ 28″ nord, 5° 41′ 20″ est   |       |
| Ancien hôtel de ville de Belley                                                         | Belley                       | Ain                     | Auvergne-Rhône-Alpes       | inscrit    | « PA00116305 », notice no PA00116305 | 45° 45′ 35″ nord, 5° 41′ 14″ est   |       |
| Ferme Bourbon                                                                           | Saint-Nizier-le-Bouchoux     | Ain                     | Auvergne-Rhône-Alpes       | classé     | « PA00116560 », notice no PA00116560 | 46° 27′ 03″ nord, 5° 10′ 41″ est   |       |
| Ferme de la Servette                                                                    | Saint-Trivier-de-Courtes     | Ain                     | Auvergne-Rhône-Alpes       | inscrit    | « PA00116572 », notice no PA00116572 | 46° 27′ 52″ nord, 5° 04′ 42″ est   |       |
| Chapelle de Marcilleux                                                                  | Saint-Vulbas                 | Ain                     | Auvergne-Rhône-Alpes       | classé     | « PA00116575 », notice no PA00116575 | 45° 48′ 19″ nord, 5° 16′ 41″ est   |       |
| Ferme Tricot                                                                            | Vernoux                      | Ain                     | Auvergne-Rhône-Alpes       | classé     | « PA00116590 », notice no PA00116590 | 46° 28′ 51″ nord, 5° 05′ 13″ est   |       |
| Ferme Ferrand                                                                           | Vernoux                      | Ain                     | Auvergne-Rhône-Alpes       | classé     | « PA00116589 », notice no PA00116589 | 46° 28′ 52″ nord, 5° 05′ 13″ est   |       |
| Ferme de Loscelle                                                                       | Vescours                     | Ain                     | Auvergne-Rhône-Alpes       | classé     | « PA00116592 », notice no PA00116592 | 46° 28′ 24″ nord, 5° 01′ 54″ est   |       |
| Dolmen de la Pierre Laye                                                                | Vauxrezis                    | Aisne                   | Hauts-de-France            | classé     | « PA00115966 », notice no PA00115966 | 49° 25′ 51″ nord, 3° 17′ 23″ est   |       |
| Église Saint-Étienne                                                                    | Gannat                       | Allier                  | Auvergne-Rhône-Alpes       | classé     | « PA00093108 », notice no PA00093108 | 46° 06′ 11″ nord, 3° 11′ 23″ est   |       |
| Église Sainte-Marie-Madeleine                                                           | Neuilly-en-Donjon            | Allier                  | Auvergne-Rhône-Alpes       | classé     | « PA00093246 », notice no PA00093246 | 46° 20′ 41″ nord, 3° 53′ 16″ est   |       |
| Chapelle Saint-Thyrse                                                                   | Castellane                   | Alpes-de-Haute-Provence | Provence-Alpes-Côte d'Azur | classé     | « PA00080357 », notice no PA00080357 | 43° 48′ 42″ nord, 6° 30′ 32″ est   |       |
| Église Saint-Victor                                                                     | Castellane                   | Alpes-de-Haute-Provence | Provence-Alpes-Côte d'Azur | classé     | « PA00080359 », notice no PA00080359 | 43° 50′ 50″ nord, 6° 30′ 48″ est   |       |
| Pont de Gueydan                                                                         | Saint-Benoît                 | Alpes-de-Haute-Provence | Provence-Alpes-Côte d'Azur | classé     | « PA00080460 », notice no PA00080460 | 43° 58′ 16″ nord, 6° 45′ 37″ est   |       |
| Chapelle des Pénitents blancs                                                           | La Tour                      | Alpes-Maritimes         | Provence-Alpes-Côte d'Azur | classé     | « PA00080882 », notice no PA00080882 | 43° 56′ 53″ nord, 7° 11′ 05″ est   |       |
| Enceinte                                                                                | La Turbie                    | Alpes-Maritimes         | Provence-Alpes-Côte d'Azur | classé     | « PA00080892 », notice no PA00080892 |                                    |       |
| Carrière romaine du Mont Justicier                                                      | La Turbie                    | Alpes-Maritimes         | Provence-Alpes-Côte d'Azur | classé     | « PA00080890 », notice no PA00080890 | 43° 44′ 53″ nord, 7° 24′ 39″ est   |       |
| Cathédrale de la Nativité-de-Notre-Dame                                                 | Vence                        | Alpes-Maritimes         | Provence-Alpes-Côte d'Azur | classé     | « PA00080910 », notice no PA00080910 | 43° 43′ 22″ nord, 7° 06′ 50″ est   |       |
| Chapelle des Pénitents blancs                                                           | Vence                        | Alpes-Maritimes         | Provence-Alpes-Côte d'Azur | classé     | « PA00080912 », notice no PA00080912 | 43° 43′ 23″ nord, 7° 06′ 35″ est   |       |
| Chapelle Saint-Benoît d'Aubenas                                                         | Aubenas                      | Ardèche                 | Auvergne-Rhône-Alpes       | classé     | « PA00116630 », notice no PA00116630 | 44° 37′ 18″ nord, 4° 23′ 17″ est   |       |
| Église Notre-Dame-de-Prévenchère                                                        | Montpezat-sous-Bauzon        | Ardèche                 | Auvergne-Rhône-Alpes       | classé     | « PA00116735 », notice no PA00116735 | 44° 42′ 45″ nord, 4° 12′ 22″ est   |       |
| Immeuble                                                                                | Charleville-Mézières         | Ardennes                | Grand Est                  | classé     | « PA00078378 », notice no PA00078378 | 49° 46′ 23″ nord, 4° 43′ 14″ est   |       |
| Immeuble                                                                                | Charleville-Mézières         | Ardennes                | Grand Est                  | classé     | « PA00078367 », notice no PA00078367 | 49° 46′ 26″ nord, 4° 43′ 12″ est   |       |
| Immeuble                                                                                | Charleville-Mézières         | Ardennes                | Grand Est                  | classé     | « PA00078374 », notice no PA00078374 | 49° 46′ 24″ nord, 4° 43′ 13″ est   |       |
| Immeuble                                                                                | Charleville-Mézières         | Ardennes                | Grand Est                  | classé     | « PA00078404 », notice no PA00078404 | 49° 46′ 24″ nord, 4° 43′ 18″ est   |       |
| Immeuble                                                                                | Charleville-Mézières         | Ardennes                | Grand Est                  | classé     | « PA00078375 », notice no PA00078375 | 49° 46′ 27″ nord, 4° 43′ 13″ est   |       |
| Immeuble                                                                                | Charleville-Mézières         | Ardennes                | Grand Est                  | classé     | « PA00078392 », notice no PA00078392 | 49° 46′ 26″ nord, 4° 43′ 17″ est   |       |
| Immeuble                                                                                | Charleville-Mézières         | Ardennes                | Grand Est                  | classé     | « PA00078376 », notice no PA00078376 | 49° 46′ 24″ nord, 4° 43′ 13″ est   |       |
| Immeuble                                                                                | Charleville-Mézières         | Ardennes                | Grand Est                  | classé     | « PA00078391 », notice no PA00078391 | 49° 46′ 26″ nord, 4° 43′ 16″ est   |       |
| Immeuble                                                                                | Charleville-Mézières         | Ardennes                | Grand Est                  | classé     | « PA00078397 », notice no PA00078397 | 49° 46′ 23″ nord, 4° 43′ 18″ est   |       |
| Immeuble                                                                                | Charleville-Mézières         | Ardennes                | Grand Est                  | classé     | « PA00078393 », notice no PA00078393 | 49° 46′ 23″ nord, 4° 43′ 17″ est   |       |
| Immeuble                                                                                | Charleville-Mézières         | Ardennes                | Grand Est                  | classé     | « PA00078373 », notice no PA00078373 | 49° 46′ 27″ nord, 4° 43′ 13″ est   |       |
| Immeuble                                                                                | Charleville-Mézières         | Ardennes                | Grand Est                  | classé     | « PA00078409 », notice no PA00078409 | 49° 46′ 25″ nord, 4° 43′ 19″ est   |       |
| Immeuble                                                                                | Charleville-Mézières         | Ardennes                | Grand Est                  | classé     | « PA00078380 », notice no PA00078380 | 49° 46′ 23″ nord, 4° 43′ 15″ est   |       |
| Église Sainte-Anne de Sabarat                                                           | Sabarat                      | Ariège                  | Occitanie                  | inscrit    | « PA00093903 », notice no PA00093903 | 43° 05′ 55″ nord, 1° 23′ 31″ est   |       |
| Château de Queille                                                                      | Saint-Quentin-la-Tour        | Ariège                  | Occitanie                  | inscrit    | « PA00093914 », notice no PA00093914 | 43° 01′ 33″ nord, 1° 55′ 11″ est   |       |
| Maison en pans de bois                                                                  | Varilhes                     | Ariège                  | Occitanie                  | inscrit    | « PA00093935 », notice no PA00093935 | 43° 02′ 45″ nord, 1° 37′ 40″ est   |       |
| Maison en pans de bois                                                                  | Varilhes                     | Ariège                  | Occitanie                  | inscrit    | « PA00093934 », notice no PA00093934 | 43° 01′ 35″ nord, 1° 41′ 44″ est   |       |
| Château de Couiza                                                                       | Couiza                       | Aude                    | Occitanie                  | classé     | « PA00102662 », notice no PA00102662 | 42° 56′ 43″ nord, 2° 15′ 14″ est   |       |
| Église Saint-Maurice                                                                    | Bertholène                   | Aveyron                 | Occitanie                  | inscrit    | « PA00093966 », notice no PA00093966 | 44° 24′ 38″ nord, 2° 46′ 56″ est   |       |
| Église Saint-Martin                                                                     | Bouillac                     | Aveyron                 | Occitanie                  | inscrit    | « PA00093968 », notice no PA00093968 | 44° 34′ 32″ nord, 2° 09′ 46″ est   |       |
| Église Notre-Dame                                                                       | Boussac                      | Aveyron                 | Occitanie                  | classé     | « PA00093970 », notice no PA00093970 | 44° 16′ 43″ nord, 2° 21′ 58″ est   |       |
| Ancien Presbytère                                                                       | Laguiole                     | Aveyron                 | Occitanie                  | inscrit    | « PA00094042 », notice no PA00094042 | 44° 41′ 04″ nord, 2° 50′ 43″ est   |       |
| Pont sur l'Aveyron                                                                      | Montrozier                   | Aveyron                 | Occitanie                  | inscrit    | « PA00094073 », notice no PA00094073 | 44° 24′ 20″ nord, 2° 44′ 40″ est   |       |
| Halles                                                                                  | Nant                         | Aveyron                 | Occitanie                  | inscrit    | « PA00094090 », notice no PA00094090 | 44° 01′ 22″ nord, 3° 18′ 04″ est   |       |
| Pont sur la Dourbie                                                                     | Nant                         | Aveyron                 | Occitanie                  | inscrit    | « PA00094091 », notice no PA00094091 | 44° 01′ 23″ nord, 3° 18′ 16″ est   |       |
| Château de Triadou                                                                      | Peyreleau                    | Aveyron                 | Occitanie                  | inscrit    | « PA00094097 », notice no PA00094097 | 44° 11′ 17″ nord, 3° 12′ 23″ est   |       |
| Maison de Benoît                                                                        | Rodez                        | Aveyron                 | Occitanie                  | classé     | « PA00094119 », notice no PA00094119 | 44° 21′ 01″ nord, 2° 34′ 30″ est   |       |
| Hôtel Séguret                                                                           | Rodez                        | Aveyron                 | Occitanie                  | inscrit    | « PA00094115 », notice no PA00094115 | 44° 21′ 07″ nord, 2° 34′ 37″ est   |       |
| Hôtel de Jouéry                                                                         | Rodez                        | Aveyron                 | Occitanie                  | classé     | « PA00094116 », notice no PA00094116 | 44° 20′ 56″ nord, 2° 34′ 36″ est   |       |
| Église de Souyris                                                                       | Salles-la-Source             | Aveyron                 | Occitanie                  | inscrit    | « PA00094179 », notice no PA00094179 | 44° 24′ 37″ nord, 2° 31′ 17″ est   |       |
| Pont de Saint-Pons                                                                      | Aix-en-Provence              | Bouches-du-Rhône        | Provence-Alpes-Côte d'Azur | classé     | « PA00081104 », notice no PA00081104 | 43° 30′ 21″ nord, 5° 20′ 52″ est   |       |
| Hôtel Laval-Castellane, puis collège des Jésuites, actuellement siège du Museon Arlaten | Arles                        | Bouches-du-Rhône        | Provence-Alpes-Côte d'Azur | classé     | « PA00081126 », notice no PA00081126 | 43° 40′ 36″ nord, 4° 37′ 33″ est   |       |
| Château de La Roque-Baignard                                                            | La Roque-Baignard            | Calvados                | Normandie                  | inscrit    | « PA00111637 », notice no PA00111637 | 49° 10′ 20″ nord, 0° 05′ 24″ est   |       |
| Église Saint-Cirgues                                                                    | Dienne                       | Cantal                  | Auvergne-Rhône-Alpes       | classé     | « PA00093506 », notice no PA00093506 | 45° 09′ 31″ nord, 2° 47′ 08″ est   |       |
| Église Saint-Poncy                                                                      | Saint-Poncy                  | Cantal                  | Auvergne-Rhône-Alpes       | inscrit    | « PA00093653 », notice no PA00093653 | 45° 09′ 53″ nord, 3° 11′ 12″ est   |       |
| Église Saint-Jean-Baptiste                                                              | Tournemire                   | Cantal                  | Auvergne-Rhône-Alpes       | classé     | « PA00093702 », notice no PA00093702 | 45° 03′ 16″ nord, 2° 28′ 51″ est   |       |
| Jardin public                                                                           | Cognac                       | Charente                | Nouvelle-Aquitaine         | inscrit    | « PA00104321 », notice no PA00104321 | 45° 41′ 45″ nord, 0° 19′ 32″ ouest |       |
| Château de la Léotardie                                                                 | Nonac                        | Charente                | Nouvelle-Aquitaine         | inscrit    | « PA00104446 », notice no PA00104446 | 45° 25′ 23″ nord, 0° 04′ 04″ est   |       |
| Église Saint-Symphorien de Grézac                                                       | Grézac                       | Charente-Maritime       | Nouvelle-Aquitaine         | classé     | « PA00104704 », notice no PA00104704 | 45° 36′ 11″ nord, 0° 50′ 31″ ouest |       |
| Hôtel Kerlivio-Broussard                                                                | Pons                         | Charente-Maritime       | Nouvelle-Aquitaine         | inscrit    | « PA00104847 », notice no PA00104847 | 45° 34′ 42″ nord, 0° 32′ 55″ ouest |       |
| Hôtel Leclerc                                                                           | La Rochelle                  | Charente-Maritime       | Nouvelle-Aquitaine         | classé     | « PA00104891 », notice no PA00104891 | 46° 09′ 31″ nord, 1° 09′ 22″ ouest |       |
| Église Saint-André d'Argent-sur-Sauldre                                                 | Argent-sur-Sauldre           | Cher                    | Centre-Val de Loire        | classé     | « PA00096631 », notice no PA00096631 | 47° 33′ 36″ nord, 2° 26′ 55″ est   |       |
| Château de Buranlure                                                                    | Boulleret                    | Cher                    | Centre-Val de Loire        | classé     | « PA00096653 », notice no PA00096653 | 47° 24′ 38″ nord, 2° 53′ 16″ est   |       |
| Hôtel du Bureau des Finances                                                            | Bourges                      | Cher                    | Centre-Val de Loire        | classé     | « PA00096688 », notice no PA00096688 | 47° 05′ 01″ nord, 2° 23′ 40″ est   |       |
| Château de la Ferté de Lazenay                                                          | Lazenay                      | Cher                    | Centre-Val de Loire        | inscrit    | « PA00096822 », notice no PA00096822 | 47° 04′ 16″ nord, 2° 03′ 51″ est   |       |
| Maison des Vicaires                                                                     | Vierzon                      | Cher                    | Centre-Val de Loire        | inscrit    | « PA00096927 », notice no PA00096927 | 47° 13′ 18″ nord, 2° 04′ 17″ est   |       |
| Borne de la voie des Allemands                                                          | Corsaint                     | Côte-d'Or               | Bourgogne-Franche-Comté    | classé     | « PA00112232 », notice no PA00112232 | 47° 32′ 21″ nord, 4° 10′ 42″ est   |       |
| Borne Jean Thomas                                                                       | Corsaint                     | Côte-d'Or               | Bourgogne-Franche-Comté    | classé     | « PA00112231 », notice no PA00112231 | 47° 31′ 51″ nord, 4° 11′ 25″ est   |       |
| Immeuble                                                                                | Dijon                        | Côte-d'Or               | Bourgogne-Franche-Comté    | classé     | « PA00112401 », notice no PA00112401 | 47° 19′ 23″ nord, 5° 02′ 34″ est   |       |
| Porte Saint-Pierre                                                                      | Dijon                        | Côte-d'Or               | Bourgogne-Franche-Comté    | inscrit    | « PA00112434 », notice no PA00112434 | 47° 19′ 02″ nord, 5° 02′ 36″ est   |       |
| Immeuble                                                                                | Dijon                        | Côte-d'Or               | Bourgogne-Franche-Comté    | inscrit    | « PA00112402 », notice no PA00112402 | 47° 19′ 13″ nord, 5° 02′ 45″ est   |       |
| Bastion de Guise                                                                        | Dijon                        | Côte-d'Or               | Bourgogne-Franche-Comté    | inscrit    | « PA00112250 », notice no PA00112250 | 47° 18′ 58″ nord, 5° 01′ 54″ est   |       |
| Hôtel de Chamblanc                                                                      | Dijon                        | Côte-d'Or               | Bourgogne-Franche-Comté    | inscrit    | « PA00112290 », notice no PA00112290 | 47° 19′ 19″ nord, 5° 02′ 45″ est   |       |
| Hôtel de Ruffey                                                                         | Dijon                        | Côte-d'Or               | Bourgogne-Franche-Comté    | inscrit    | « PA00112324 », notice no PA00112324 | 47° 19′ 06″ nord, 5° 02′ 10″ est   |       |
| Château de Messigny-et-Vantoux                                                          | Messigny-et-Vantoux          | Côte-d'Or               | Bourgogne-Franche-Comté    | classé     | « PA00112536 », notice no PA00112536 | 47° 23′ 37″ nord, 5° 01′ 12″ est   |       |
| Table de pierre                                                                         | Saint-Germain-le-Rocheux     | Côte-d'Or               | Bourgogne-Franche-Comté    | inscrit    | « PA00112626 », notice no PA00112626 | 47° 45′ 04″ nord, 4° 40′ 06″ est   |       |
| Château de Thenissey                                                                    | Thenissey                    | Côte-d'Or               | Bourgogne-Franche-Comté    | inscrit    | « PA00112693 », notice no PA00112693 | 47° 29′ 32″ nord, 4° 37′ 26″ est   |       |
| Château de Verrey                                                                       | Verrey-sous-Salmaise         | Côte-d'Or               | Bourgogne-Franche-Comté    | classé     | « PA00112714 », notice no PA00112714 | 47° 26′ 17″ nord, 4° 40′ 06″ est   |       |
| Immeuble                                                                                | Lannion                      | Côtes-d'Armor           | Bretagne                   | classé     | « PA00089275 », notice no PA00089275 | 48° 43′ 55″ nord, 3° 27′ 28″ ouest |       |
| Musée Ernest-Renan                                                                      | Tréguier                     | Côtes-d'Armor           | Bretagne                   | classé     | « PA00089706 », notice no PA00089706 | 48° 47′ 18″ nord, 3° 13′ 43″ ouest |       |
| Château de Beynac                                                                       | Beynac-et-Cazenac            | Dordogne                | Nouvelle-Aquitaine         | classé     | « PA00082380 », notice no PA00082380 | 44° 50′ 25″ nord, 1° 08′ 43″ est   |       |
| Gisement des Champs-Blancs (ou Jean-Blancs)                                             | Bourniquel                   | Dordogne                | Nouvelle-Aquitaine         | classé     | « PA00082399 », notice no PA00082399 | 44° 47′ 58″ nord, 0° 44′ 51″ est   |       |
| Immeuble                                                                                | Sarlat-la-Canéda             | Dordogne                | Nouvelle-Aquitaine         | inscrit    | « PA00082950 », notice no PA00082950 | 44° 53′ 24″ nord, 1° 13′ 04″ est   |       |
| Immeuble                                                                                | Sarlat-la-Canéda             | Dordogne                | Nouvelle-Aquitaine         | inscrit    | « PA00082955 », notice no PA00082955 | 44° 53′ 22″ nord, 1° 13′ 00″ est   |       |
| Ancienne maison du Présidial                                                            | Sarlat-la-Canéda             | Dordogne                | Nouvelle-Aquitaine         | inscrit    | « PA00082965 », notice no PA00082965 | 44° 53′ 22″ nord, 1° 13′ 04″ est   |       |
| Maison gothique                                                                         | Sarlat-la-Canéda             | Dordogne                | Nouvelle-Aquitaine         | inscrit    | « PA00082984 », notice no PA00082984 | 44° 53′ 19″ nord, 1° 12′ 53″ est   |       |
| Chapelle des Pénitents bleus                                                            | Sarlat-la-Canéda             | Dordogne                | Nouvelle-Aquitaine         | classé     | « PA00082920 », notice no PA00082920 | 44° 53′ 19″ nord, 1° 13′ 03″ est   |       |
| Hôtel de Cidrac                                                                         | Sarlat-la-Canéda             | Dordogne                | Nouvelle-Aquitaine         | inscrit    | « PA00082942 », notice no PA00082942 | 44° 53′ 25″ nord, 1° 12′ 57″ est   |       |
| Hôtel de Vassal                                                                         | Sarlat-la-Canéda             | Dordogne                | Nouvelle-Aquitaine         | classé     | « PA00082947 », notice no PA00082947 | 44° 53′ 26″ nord, 1° 12′ 59″ est   |       |
| Immeuble des Contributions ou hôtel de Cerval                                           | Sarlat-la-Canéda             | Dordogne                | Nouvelle-Aquitaine         | inscrit    | « PA00082961 », notice no PA00082961 | 44° 53′ 17″ nord, 1° 12′ 55″ est   |       |
| Maison                                                                                  | Sarlat-la-Canéda             | Dordogne                | Nouvelle-Aquitaine         | inscrit    | « PA00082983 », notice no PA00082983 | 44° 53′ 19″ nord, 1° 12′ 53″ est   |       |
| Couvent Sainte-Claire                                                                   | Sarlat-la-Canéda             | Dordogne                | Nouvelle-Aquitaine         | inscrit    | « PA00082926 », notice no PA00082926 | 44° 53′ 20″ nord, 1° 12′ 54″ est   |       |
| Hôtel Monméja                                                                           | Sarlat-la-Canéda             | Dordogne                | Nouvelle-Aquitaine         | inscrit    | « PA00082939 », notice no PA00082939 | 44° 53′ 23″ nord, 1° 12′ 55″ est   |       |
| Immeuble                                                                                | Sarlat-la-Canéda             | Dordogne                | Nouvelle-Aquitaine         | inscrit    | « PA00082943 », notice no PA00082943 | 44° 53′ 27″ nord, 1° 12′ 55″ est   |       |
| Immeuble                                                                                | Sarlat-la-Canéda             | Dordogne                | Nouvelle-Aquitaine         | inscrit    | « PA00082959 », notice no PA00082959 | 44° 53′ 19″ nord, 1° 12′ 56″ est   |       |
| Immeuble                                                                                | Sarlat-la-Canéda             | Dordogne                | Nouvelle-Aquitaine         | classé     | « PA00082960 », notice no PA00082960 | 44° 53′ 23″ nord, 1° 13′ 03″ est   |       |
| Maison                                                                                  | Sarlat-la-Canéda             | Dordogne                | Nouvelle-Aquitaine         | inscrit    | « PA00082976 », notice no PA00082976 | 44° 53′ 23″ nord, 1° 13′ 01″ est   |       |
| Maison                                                                                  | Sarlat-la-Canéda             | Dordogne                | Nouvelle-Aquitaine         | inscrit    | « PA00082985 », notice no PA00082985 | 44° 53′ 23″ nord, 1° 12′ 56″ est   |       |
| Immeuble                                                                                | Sarlat-la-Canéda             | Dordogne                | Nouvelle-Aquitaine         | inscrit    | « PA00082944 », notice no PA00082944 | 44° 53′ 26″ nord, 1° 13′ 06″ est   |       |
| Immeuble                                                                                | Sarlat-la-Canéda             | Dordogne                | Nouvelle-Aquitaine         | inscrit    | « PA00082949 », notice no PA00082949 | 44° 53′ 24″ nord, 1° 13′ 03″ est   |       |
| Hôtel de Magnanat                                                                       | Sarlat-la-Canéda             | Dordogne                | Nouvelle-Aquitaine         | inscrit    | « PA00082957 », notice no PA00082957 | 44° 53′ 26″ nord, 1° 13′ 00″ est   |       |
| Maison                                                                                  | Sarlat-la-Canéda             | Dordogne                | Nouvelle-Aquitaine         | inscrit    | « PA00082966 », notice no PA00082966 | 44° 53′ 22″ nord, 1° 13′ 03″ est   |       |
| Chapelle des Pénitents blancs                                                           | Sarlat-la-Canéda             | Dordogne                | Nouvelle-Aquitaine         | classé     | « PA00082919 », notice no PA00082919 | 44° 53′ 24″ nord, 1° 12′ 55″ est   |       |
| Vestiges de l'enceinte                                                                  | Sarlat-la-Canéda             | Dordogne                | Nouvelle-Aquitaine         | inscrit    | « PA00082931 », notice no PA00082931 | 44° 53′ 27″ nord, 1° 12′ 53″ est   |       |
| Hôtel Gérard du Barry                                                                   | Sarlat-la-Canéda             | Dordogne                | Nouvelle-Aquitaine         | inscrit    | « PA00082948 », notice no PA00082948 | 44° 53′ 26″ nord, 1° 13′ 02″ est   |       |
| Immeuble                                                                                | Sarlat-la-Canéda             | Dordogne                | Nouvelle-Aquitaine         | inscrit    | « PA00082956 », notice no PA00082956 | 44° 53′ 22″ nord, 1° 13′ 00″ est   |       |
| Maison                                                                                  | Sarlat-la-Canéda             | Dordogne                | Nouvelle-Aquitaine         | inscrit    | « PA00082968 », notice no PA00082968 | 44° 53′ 26″ nord, 1° 12′ 54″ est   |       |
| Maison                                                                                  | Sarlat-la-Canéda             | Dordogne                | Nouvelle-Aquitaine         | inscrit    | « PA00082987 », notice no PA00082987 | 44° 53′ 19″ nord, 1° 12′ 55″ est   |       |
| Citadelle                                                                               | Besançon                     | Doubs                   | Bourgogne-Franche-Comté    | classé     | « PA00101466 », notice no PA00101466 | 47° 13′ 53″ nord, 6° 01′ 57″ est   |       |
| Calvaire du cimetière de Chaucenne                                                      | Chaucenne                    | Doubs                   | Bourgogne-Franche-Comté    | inscrit    | « PA00101624 », notice no PA00101624 | 47° 17′ 10″ nord, 5° 53′ 51″ est   |       |
| Château et ses jardins à la française                                                   | Saint-Vallier                | Drôme                   | Auvergne-Rhône-Alpes       | classé     | « PA00117062 », notice no PA00117062 | 45° 10′ 44″ nord, 4° 48′ 56″ est   |       |
| Château de Triors                                                                       | Triors                       | Drôme                   | Auvergne-Rhône-Alpes       | inscrit    | « PA00117081 », notice no PA00117081 | 45° 05′ 38″ nord, 5° 06′ 46″ est   |       |
| Maison des Têtes                                                                        | Valence                      | Drôme                   | Auvergne-Rhône-Alpes       | classé     | « PA00117093 », notice no PA00117093 | 44° 55′ 55″ nord, 4° 53′ 27″ est   |       |
| Château de Courson                                                                      | Courson-Monteloup            | Essonne                 | Île-de-France              | classé     | « PA00087876 », notice no PA00087876 | 48° 36′ 00″ nord, 2° 08′ 49″ est   |       |
| Ferme du Roussay                                                                        | Étréchy                      | Essonne                 | Île-de-France              | inscrit    | « PA00087910 », notice no PA00087910 | 48° 29′ 10″ nord, 2° 10′ 34″ est   |       |
| Monument sépulcral du maréchal de Vaux                                                  | Paray-Vieille-Poste          | Essonne                 | Île-de-France              | inscrit    | « PA00087987 », notice no PA00087987 | 48° 43′ 07″ nord, 2° 22′ 02″ est   |       |
| Église Notre-Dame de Sacquenville                                                       | Sacquenville                 | Eure                    | Normandie                  | classé     | « PA00099541 », notice no PA00099541 | 49° 04′ 51″ nord, 1° 04′ 19″ est   |       |
| Église Saint-Pierre                                                                     | Lutz-en-Dunois               | Eure-et-Loir            | Centre-Val de Loire        | classé     | « PA00097140 », notice no PA00097140 | 48° 03′ 33″ nord, 1° 24′ 44″ est   |       |
| Château de Maintenon                                                                    | Maintenon                    | Eure-et-Loir            | Centre-Val de Loire        | classé     | « PA00097146 », notice no PA00097146 | 48° 35′ 08″ nord, 1° 34′ 41″ est   |       |
| Château de Montcalm                                                                     | Vestric-et-Candiac           | Gard                    | Occitanie                  | inscrit    | « PA00103295 », notice no PA00103295 | 43° 44′ 27″ nord, 4° 15′ 34″ est   |       |
| Hôtel de préfecture du Gers (Ancien palais archiépiscopal d'Auch)                       | Auch                         | Gers                    | Occitanie                  | inscrit    | « PA00094700 », notice no PA00094700 | 43° 38′ 48″ nord, 0° 35′ 12″ est   |       |
| Immeuble                                                                                | Auch                         | Gers                    | Occitanie                  | inscrit    | « PA00094711 », notice no PA00094711 | 43° 38′ 48″ nord, 0° 35′ 09″ est   |       |
| Maison                                                                                  | Auch                         | Gers                    | Occitanie                  | inscrit    | « PA00094716 », notice no PA00094716 | 43° 38′ 49″ nord, 0° 35′ 05″ est   |       |
| Église Saint-Jean-Baptiste de Barran                                                    | Barran                       | Gers                    | Occitanie                  | classé     | « PA00094724 », notice no PA00094724 | 43° 37′ 03″ nord, 0° 26′ 32″ est   |       |
| Porte de Barran                                                                         | Barran                       | Gers                    | Occitanie                  | inscrit    | « PA00094727 », notice no PA00094727 | 43° 37′ 09″ nord, 0° 26′ 39″ est   |       |
| Donjon de Bassoues                                                                      | Bassoues                     | Gers                    | Occitanie                  | inscrit    | « PA00094729 », notice no PA00094729 | 43° 34′ 45″ nord, 0° 14′ 52″ est   |       |
| Presbytère de Cologne                                                                   | Cologne                      | Gers                    | Occitanie                  | inscrit    | « PA00094769 », notice no PA00094769 | 43° 43′ 20″ nord, 0° 58′ 40″ est   |       |
| Halle de Cologne (Gers)                                                                 | Cologne                      | Gers                    | Occitanie                  | inscrit    | « PA00094768 », notice no PA00094768 | 43° 43′ 19″ nord, 0° 58′ 39″ est   |       |
| Église Saint-Barthélemy                                                                 | Saccourvielle                | Haute-Garonne           | Occitanie                  | classé     | « PA00094444 », notice no PA00094444 | 42° 48′ 56″ nord, 0° 33′ 45″ est   |       |
| Manoir de Vaux                                                                          | Vaux                         | Haute-Garonne           | Occitanie                  | inscrit    | « PA00094652 », notice no PA00094652 | 43° 27′ 22″ nord, 1° 50′ 12″ est   |       |
| Église Notre-Dame-de-l'Assomption de Chassignolles                                      | Chassignolles                | Haute-Loire             | Auvergne-Rhône-Alpes       | classé     | « PA00092648 », notice no PA00092648 | 45° 23′ 49″ nord, 3° 29′ 29″ est   |       |
| Église Saint-Maurice de Lavoûte-sur-Loire                                               | Lavoûte-sur-Loire            | Haute-Loire             | Auvergne-Rhône-Alpes       | classé     | « PA00092692 », notice no PA00092692 | 45° 07′ 08″ nord, 3° 54′ 22″ est   |       |
| Église Saint-Martin de Breuvannes-en-Bassigny                                           | Breuvannes-en-Bassigny       | Haute-Marne             | Grand Est                  | classé     | « PA00078975 », notice no PA00078975 | 48° 05′ 37″ nord, 5° 36′ 37″ est   |       |
| Hôpital de la Charité                                                                   | Langres                      | Haute-Marne             | Grand Est                  | classé     | « PA00079100 », notice no PA00079100 | 47° 52′ 03″ nord, 5° 20′ 11″ est   |       |
| Église Saint-Remi d'Anjeux                                                              | Anjeux                       | Haute-Saône             | Bourgogne-Franche-Comté    | inscrit    | « PA00102111 », notice no PA00102111 | 47° 52′ 48″ nord, 6° 12′ 40″ est   |       |
| Croix de Chariez                                                                        | Chariez                      | Haute-Saône             | Bourgogne-Franche-Comté    | classé     | « PA00102132 », notice no PA00102132 | 47° 37′ 12″ nord, 6° 05′ 10″ est   |       |
| Église Saint-Maurice de Cirey-lès-Bellevaux                                             | Cirey                        | Haute-Saône             | Bourgogne-Franche-Comté    | inscrit    | « PA00102138 », notice no PA00102138 | 47° 23′ 43″ nord, 6° 07′ 53″ est   |       |
| Église Saint-Germain d'Équevilley                                                       | Équevilley                   | Haute-Saône             | Bourgogne-Franche-Comté    | inscrit    | « PA00102150 », notice no PA00102150 | 47° 46′ 09″ nord, 6° 11′ 02″ est   |       |
| Église Saint-Martin de Faucogney-et-la-Mer                                              | Faucogney-et-la-Mer          | Haute-Saône             | Bourgogne-Franche-Comté    | inscrit    | « PA00102155 », notice no PA00102155 | 47° 49′ 42″ nord, 6° 33′ 35″ est   |       |
| Château de Filain                                                                       | Filain                       | Haute-Saône             | Bourgogne-Franche-Comté    | classé     | « PA00102162 », notice no PA00102162 | 47° 31′ 14″ nord, 6° 10′ 53″ est   |       |
| Croix de 1633 de Vaivre-et-Montoille                                                    | Vaivre-et-Montoille          | Haute-Saône             | Bourgogne-Franche-Comté    | classé     | « PA00102278 », notice no PA00102278 | 47° 37′ 50″ nord, 6° 06′ 15″ est   |       |
| Croix de 1732 de Vaivre-et-Montoille                                                    | Vaivre-et-Montoille          | Haute-Saône             | Bourgogne-Franche-Comté    | classé     | « PA00102279 », notice no PA00102279 | 47° 38′ 02″ nord, 6° 06′ 00″ est   |       |
| Croix de chemin du Grand-Bornand                                                        | Le Grand-Bornand             | Haute-Savoie            | Auvergne-Rhône-Alpes       | classé     | « PA00118401 », notice no PA00118401 | 45° 56′ 28″ nord, 6° 26′ 34″ est   |       |
| Château de Buffavent                                                                    | Lully                        | Haute-Savoie            | Auvergne-Rhône-Alpes       | inscrit    | « PA00118404 », notice no PA00118404 | 46° 17′ 18″ nord, 6° 24′ 24″ est   |       |
| Immeuble                                                                                | La Roche-sur-Foron           | Haute-Savoie            | Auvergne-Rhône-Alpes       | inscrit    | « PA00118427 », notice no PA00118427 | 46° 03′ 58″ nord, 6° 18′ 48″ est   |       |
| Château de La Roche-sur-Foron                                                           | La Roche-sur-Foron           | Haute-Savoie            | Auvergne-Rhône-Alpes       | inscrit    | « PA00118424 », notice no PA00118424 | 46° 02′ 24″ nord, 6° 11′ 07″ est   |       |
| Abbaye de Talloires                                                                     | Talloires-Montmin            | Haute-Savoie            | Auvergne-Rhône-Alpes       | inscrit    | « PA00118445 », notice no PA00118445 | 45° 50′ 29″ nord, 6° 12′ 42″ est   |       |
| Oratoire de Thoron                                                                      | Talloires-Montmin            | Haute-Savoie            | Auvergne-Rhône-Alpes       | inscrit    | « PA00118446 », notice no PA00118446 | 45° 50′ 37″ nord, 6° 12′ 35″ est   |       |
| Abbaye de Solignac                                                                      | Solignac                     | Haute-Vienne            | Nouvelle-Aquitaine         | inscrit    | « PA00100501 », notice no PA00100501 | 45° 45′ 17″ nord, 1° 16′ 32″ est   |       |
| Mesure banale de grains en pierre                                                       | Mont-Dauphin                 | Hautes-Alpes            | Provence-Alpes-Côte d'Azur | inscrit    | « PA00080588 », notice no PA00080588 | 44° 40′ 11″ nord, 6° 37′ 27″ est   |       |
| Église Saint-Calixte de Cazaux-Fréchet-Anéran-Camors                                    | Cazaux-Fréchet-Anéran-Camors | Hautes-Pyrénées         | Occitanie                  | classé     | « PA00095368 », notice no PA00095368 | 42° 49′ 55″ nord, 0° 25′ 25″ est   |       |
| Église Saint-Julien de Galan                                                            | Galan                        | Hautes-Pyrénées         | Occitanie                  | inscrit    | « PA00095372 », notice no PA00095372 | 43° 13′ 20″ nord, 0° 24′ 26″ est   |       |
| Église Saint-Barthélémy de Vielle-Aure                                                  | Vielle-Aure                  | Hautes-Pyrénées         | Occitanie                  | classé     | « PA00095442 », notice no PA00095442 | 42° 49′ 50″ nord, 0° 19′ 32″ est   |       |
| Maison                                                                                  | Caux                         | Hérault                 | Occitanie                  | inscrit    | « PA00103416 », notice no PA00103416 | 43° 30′ 25″ nord, 3° 22′ 06″ est   |       |
| Vieux pont sur l'Herault                                                                | Montagnac                    | Hérault                 | Occitanie                  | inscrit    | « PA00103515 », notice no PA00103515 | 43° 28′ 29″ nord, 3° 26′ 44″ est   |       |
| Hôtel de Montferrier                                                                    | Montpellier                  | Hérault                 | Occitanie                  | inscrit    | « PA00103577 », notice no PA00103577 | 43° 36′ 39″ nord, 3° 52′ 41″ est   |       |
| Hôtel de Varennes                                                                       | Montpellier                  | Hérault                 | Occitanie                  | inscrit    | « PA00103594 », notice no PA00103594 | 43° 36′ 39″ nord, 3° 52′ 43″ est   |       |
| Palais des Rois d'Aragon                                                                | Montpellier                  | Hérault                 | Occitanie                  | inscrit    | « PA00103607 », notice no PA00103607 | 43° 36′ 33″ nord, 3° 52′ 40″ est   |       |
| Hôtel de Montcalm                                                                       | Montpellier                  | Hérault                 | Occitanie                  | inscrit    | « PA00103576 », notice no PA00103576 | 43° 36′ 34″ nord, 3° 52′ 32″ est   |       |
| Château Levat                                                                           | Montpellier                  | Hérault                 | Occitanie                  | inscrit    | « PA00103526 », notice no PA00103526 | 43° 37′ 23″ nord, 3° 53′ 22″ est   |       |
| Église Saint-Denis                                                                      | Montpellier                  | Hérault                 | Occitanie                  | inscrit    | « PA00103536 », notice no PA00103536 | 43° 36′ 19″ nord, 3° 52′ 30″ est   |       |
| Hôtel de Griffy                                                                         | Montpellier                  | Hérault                 | Occitanie                  | inscrit    | « PA00103566 », notice no PA00103566 | 43° 36′ 40″ nord, 3° 52′ 43″ est   |       |
| Hôtel Hortolès                                                                          | Montpellier                  | Hérault                 | Occitanie                  | inscrit    | « PA00103569 », notice no PA00103569 | 43° 36′ 33″ nord, 3° 52′ 37″ est   |       |
| Hôtel Hostalier                                                                         | Montpellier                  | Hérault                 | Occitanie                  | inscrit    | « PA00103570 », notice no PA00103570 | 43° 36′ 33″ nord, 3° 52′ 40″ est   |       |
| Hôtel d'Uston                                                                           | Montpellier                  | Hérault                 | Occitanie                  | inscrit    | « PA00103593 », notice no PA00103593 | 43° 36′ 43″ nord, 3° 52′ 39″ est   |       |
| Hôtel de Fizes                                                                          | Montpellier                  | Hérault                 | Occitanie                  | inscrit    | « PA00103562 », notice no PA00103562 | 43° 36′ 32″ nord, 3° 52′ 29″ est   |       |
| Hôtel de Ganges (Hôtel de la préfecture)                                                | Montpellier                  | Hérault                 | Occitanie                  | inscrit    | « PA00103564 », notice no PA00103564 | 43° 36′ 40″ nord, 3° 52′ 36″ est   |       |
| Hôtel de Joubert                                                                        | Montpellier                  | Hérault                 | Occitanie                  | inscrit    | « PA00103572 », notice no PA00103572 | 43° 36′ 41″ nord, 3° 52′ 45″ est   |       |
| Palais consulaire                                                                       | Pézenas                      | Hérault                 | Occitanie                  | classé     | « PA00103658 », notice no PA00103658 | 43° 27′ 40″ nord, 3° 25′ 23″ est   |       |
| Hôtel d'Alfonce                                                                         | Pézenas                      | Hérault                 | Occitanie                  | classé     | « PA00103636 », notice no PA00103636 | 43° 27′ 33″ nord, 3° 25′ 31″ est   |       |
| Hôtel de Flottes de Sébazan                                                             | Pézenas                      | Hérault                 | Occitanie                  | inscrit    | « PA00103641 », notice no PA00103641 | 43° 27′ 39″ nord, 3° 25′ 22″ est   |       |
| Hôtel de Malibran                                                                       | Pézenas                      | Hérault                 | Occitanie                  | classé     | « PA00103646 », notice no PA00103646 | 43° 27′ 29″ nord, 3° 25′ 26″ est   |       |
| Hôtel de Nizas                                                                          | Pézenas                      | Hérault                 | Occitanie                  | classé     | « PA00103647 », notice no PA00103647 | 43° 27′ 38″ nord, 3° 25′ 22″ est   |       |
| Hôtel de Wicque                                                                         | Pézenas                      | Hérault                 | Occitanie                  | inscrit    | « PA00103649 », notice no PA00103649 | 43° 27′ 37″ nord, 3° 25′ 23″ est   |       |
| Hôtel de Grasset                                                                        | Pézenas                      | Hérault                 | Occitanie                  | classé     | « PA00103642 », notice no PA00103642 | 43° 27′ 38″ nord, 3° 25′ 19″ est   |       |
| Sacristie des Pénitents Blancs                                                          | Pézenas                      | Hérault                 | Occitanie                  | classé     | « PA00103661 », notice no PA00103661 | 43° 27′ 37″ nord, 3° 25′ 26″ est   |       |
| Hôtel de Landes de Saint-Palais                                                         | Pézenas                      | Hérault                 | Occitanie                  | classé     | « PA00103645 », notice no PA00103645 | 43° 27′ 37″ nord, 3° 25′ 20″ est   |       |
| Église Saint-Léonard                                                                    | Fougères                     | Ille-et-Vilaine         | Bretagne                   | inscrit    | « PA00090559 », notice no PA00090559 | 48° 21′ 06″ nord, 1° 12′ 18″ ouest |       |
| Tour Duchesne                                                                           | Rennes                       | Ille-et-Vilaine         | Bretagne                   | inscrit    | « PA00090755 », notice no PA00090755 | 48° 06′ 40″ nord, 1° 41′ 07″ ouest |       |
| Château de Lupin                                                                        | Saint-Coulomb                | Ille-et-Vilaine         | Bretagne                   | inscrit    | « PA00090771 », notice no PA00090771 | 48° 40′ 55″ nord, 1° 56′ 34″ ouest |       |
| Chapelle Saint-Benoît d'Argenton-sur-Creuse                                             | Argenton-sur-Creuse          | Indre                   | Centre-Val de Loire        | classé     | « PA00097264 », notice no PA00097264 | 46° 35′ 10″ nord, 1° 31′ 01″ est   |       |
| Hôtel du maréchal Bertrand                                                              | Châteauroux                  | Indre                   | Centre-Val de Loire        | inscrit    | « PA00097298 », notice no PA00097298 | 46° 48′ 49″ nord, 1° 41′ 39″ est   |       |
| Porte de Champagne                                                                      | Levroux                      | Indre                   | Centre-Val de Loire        | classé     | « PA00097370 », notice no PA00097370 | 46° 58′ 43″ nord, 1° 36′ 50″ est   |       |
| Château de Plaincourault                                                                | Mérigny                      | Indre                   | Centre-Val de Loire        | classé     | « PA00097393 », notice no PA00097393 | 46° 36′ 46″ nord, 0° 56′ 58″ est   |       |
| Château de Palluau-sur-Indre                                                            | Palluau-sur-Indre            | Indre                   | Centre-Val de Loire        | classé     | « PA00097419 », notice no PA00097419 | 46° 56′ 41″ nord, 1° 18′ 41″ est   |       |
| Halles de Vatan                                                                         | Vatan                        | Indre                   | Centre-Val de Loire        | inscrit    | « PA00097478 », notice no PA00097478 | 47° 04′ 16″ nord, 1° 48′ 33″ est   |       |
| Église Saint-Venant de Ballan-Miré                                                      | Ballan-Miré                  | Indre-et-Loire          | Centre-Val de Loire        | inscrit    | « PA00097558 », notice no PA00097558 | 47° 20′ 25″ nord, 0° 36′ 48″ est   |       |
| Abbaye de la Trinité de Beaulieu-lès-Loches                                             | Beaulieu-lès-Loches          | Indre-et-Loire          | Centre-Val de Loire        | inscrit    | « PA00097559 », notice no PA00097559 | 47° 07′ 41″ nord, 1° 00′ 45″ est   |       |
| Maison des Templiers                                                                    | Beaulieu-lès-Loches          | Indre-et-Loire          | Centre-Val de Loire        | inscrit    | « PA00097566 », notice no PA00097566 | 47° 07′ 47″ nord, 1° 00′ 42″ est   |       |
| Château de Coulaine                                                                     | Beaumont-en-Véron            | Indre-et-Loire          | Centre-Val de Loire        | inscrit    | « PA00097572 », notice no PA00097572 | 47° 10′ 49″ nord, 0° 11′ 21″ est   |       |
| Église Saint-Urbain de Courçay                                                          | Courçay                      | Indre-et-Loire          | Centre-Val de Loire        | inscrit    | « PA00097713 », notice no PA00097713 | 47° 15′ 00″ nord, 0° 52′ 36″ est   |       |
| Église Saint-Maurice d'Esves-le-Moutier                                                 | Esves-le-Moutier             | Indre-et-Loire          | Centre-Val de Loire        | inscrit    | « PA00097747 », notice no PA00097747 | 47° 02′ 27″ nord, 0° 54′ 27″ est   |       |
| Château de la Guerche                                                                   | La Guerche                   | Indre-et-Loire          | Centre-Val de Loire        | inscrit    | « PA00097772 », notice no PA00097772 | 46° 53′ 02″ nord, 0° 43′ 48″ est   |       |
| Maison                                                                                  | Langeais                     | Indre-et-Loire          | Centre-Val de Loire        | inscrit    | « PA00097799 », notice no PA00097799 | 47° 19′ 26″ nord, 0° 24′ 21″ est   |       |
| Abbaye royale Saint-Michel de Bois-Aubry                                                | Luzé                         | Indre-et-Loire          | Centre-Val de Loire        | classé     | « PA00097853 », notice no PA00097853 | 47° 00′ 35″ nord, 0° 29′ 15″ est   |       |
| Château de Marcilly-sur-Maulne                                                          | Marcilly-sur-Maulne          | Indre-et-Loire          | Centre-Val de Loire        | classé     | « PA00097863 », notice no PA00097863 | 47° 32′ 59″ nord, 0° 14′ 02″ est   |       |
| Muséum d'histoire naturelle                                                             | Grenoble                     | Isère                   | Auvergne-Rhône-Alpes       | inscrit    | « PA00117196 », notice no PA00117196 | 45° 11′ 17″ nord, 5° 44′ 07″ est   |       |
| Oppidum romain du Pipet                                                                 | Vienne                       | Isère                   | Auvergne-Rhône-Alpes       | classé     | « PA00117344 », notice no PA00117344 | 45° 31′ 28″ nord, 4° 52′ 51″ est   |       |
| Croix des Douleurs                                                                      | Batz-sur-Mer                 | Loire-Atlantique        | Pays de la Loire           | inscrit    | « PA00108569 », notice no PA00108569 | 47° 16′ 43″ nord, 2° 28′ 48″ ouest |       |
| Croix de Kervaudu                                                                       | Le Croisic                   | Loire-Atlantique        | Pays de la Loire           | inscrit    | « PA00108599 », notice no PA00108599 | 47° 17′ 34″ nord, 2° 31′ 41″ ouest |       |
| Croix du Requer                                                                         | Guérande                     | Loire-Atlantique        | Pays de la Loire           | inscrit    | « PA00108619 », notice no PA00108619 | 47° 19′ 59″ nord, 2° 28′ 07″ ouest |       |
| Croix de Penchâteau                                                                     | Le Pouliguen                 | Loire-Atlantique        | Pays de la Loire           | inscrit    | « PA00108780 », notice no PA00108780 | 47° 16′ 05″ nord, 2° 25′ 26″ ouest |       |
| Croix de la Ville au Jau                                                                | Saint-André-des-Eaux         | Loire-Atlantique        | Pays de la Loire           | inscrit    | « PA00108787 », notice no PA00108787 | 47° 18′ 26″ nord, 2° 19′ 04″ ouest |       |
| Croix d'Heinleix                                                                        | Saint-Nazaire                | Loire-Atlantique        | Pays de la Loire           | inscrit    | « PA00108814 », notice no PA00108814 | 47° 15′ 55″ nord, 2° 16′ 04″ ouest |       |
| Calvaire des Rochelles                                                                  | Saint-Nazaire                | Loire-Atlantique        | Pays de la Loire           | inscrit    | « PA00108812 », notice no PA00108812 | 47° 14′ 58″ nord, 2° 16′ 12″ ouest |       |
| Enceinte de Beaugency                                                                   | Beaugency                    | Loiret                  | Centre-Val de Loire        | inscrit    | « PA00098693 », notice no PA00098693 | 47° 46′ 53″ nord, 1° 37′ 55″ est   |       |
| Église Sainte-Jeanne-d'Arc de Gien                                                      | Gien                         | Loiret                  | Centre-Val de Loire        | inscrit    | « PA00098785 », notice no PA00098785 | 47° 41′ 07″ nord, 2° 37′ 52″ est   |       |
| Cellier du Chapitre                                                                     | Orléans                      | Loiret                  | Centre-Val de Loire        | inscrit    | « PA00098889 », notice no PA00098889 | 47° 54′ 05″ nord, 1° 54′ 36″ est   |       |
| Château de Sully-sur-Loire                                                              | Sully-sur-Loire              | Loiret                  | Centre-Val de Loire        | inscrit    | « PA00099024 », notice no PA00099024 | 47° 46′ 04″ nord, 2° 22′ 31″ est   |       |
| Hôtel d'Alamand                                                                         | Cahors                       | Lot                     | Occitanie                  | inscrit    | « PA00095007 », notice no PA00095007 | 44° 26′ 54″ nord, 1° 26′ 27″ est   |       |
| Calvaire couvert du cimetière de Puy-l'Évêque                                           | Puy-l'Évêque                 | Lot                     | Occitanie                  | inscrit    | « PA00095189 », notice no PA00095189 | 44° 30′ 19″ nord, 1° 08′ 23″ est   |       |
| Église Sainte-Marie-Madeleine de Soulomès                                               | Soulomès                     | Lot                     | Occitanie                  | classé     | « PA00095266 », notice no PA00095266 | 44° 37′ 57″ nord, 1° 35′ 42″ est   |       |
| Hôtel de ville                                                                          | Mende                        | Lozère                  | Occitanie                  | inscrit    | « PA00103864 », notice no PA00103864 | 44° 31′ 04″ nord, 3° 30′ 06″ est   |       |
| Église Notre-Dame de Broc                                                               | Noyant-Villages              | Maine-et-Loire          | Pays de la Loire           | classé     | « PA00109001 », notice no PA00109001 | 47° 34′ 47″ nord, 0° 09′ 56″ est   |       |
| Château de la Mare                                                                      | Cavigny                      | Manche                  | Normandie                  | inscrit    | « PA00110358 », notice no PA00110358 | 49° 11′ 36″ nord, 1° 08′ 24″ ouest |       |
| Basilique Sainte-Trinité                                                                | Cherbourg-en-Cotentin        | Manche                  | Normandie                  | inscrit    | « PA00110365 », notice no PA00110365 | 49° 38′ 31″ nord, 1° 37′ 24″ ouest |       |
| Château                                                                                 | Saint-Pierre-de-Semilly      | Manche                  | Normandie                  | inscrit    | « PA00110596 », notice no PA00110596 | 49° 07′ 18″ nord, 1° 00′ 14″ ouest |       |
| Château de Nacqueville (porte à pont-levis)                                             | La Hague                     | Manche                  | Normandie                  | inscrit    | « PA00110623 », notice no PA00110623 | 49° 39′ 44″ nord, 1° 43′ 23″ ouest |       |
| Église de la Nativité-de-la-Sainte-Vierge de Charmont                                   | Charmont                     | Marne                   | Grand Est                  | classé     | « PA00078659 », notice no PA00078659 | 48° 52′ 08″ nord, 4° 52′ 00″ est   |       |
| Église Saint-Denis de Bussy-aux-Bois                                                    | Gigny-Bussy                  | Marne                   | Grand Est                  | inscrit    | « PA00078714 », notice no PA00078714 | 48° 37′ 05″ nord, 4° 34′ 46″ est   |       |
| Abbaye de Trois-Fontaines                                                               | Trois-Fontaines-l'Abbaye     | Marne                   | Grand Est                  | classé     | « PA00078876 », notice no PA00078876 | 48° 43′ 07″ nord, 4° 56′ 56″ est   |       |
| Maison des Arquebusiers                                                                 | Vitry-le-François            | Marne                   | Grand Est                  | classé     | « PA00078913 », notice no PA00078913 | 48° 43′ 28″ nord, 4° 35′ 07″ est   |       |
| Château de Saint-Ouen de Chemazé                                                        | Chemazé                      | Mayenne                 | Pays de la Loire           | classé     | « PA00109489 », notice no PA00109489 | 47° 47′ 30″ nord, 0° 46′ 14″ ouest |       |
| Palais des Ducs de Lorraine                                                             | Nancy                        | Meurthe-et-Moselle      | Grand Est                  | inscrit    | « PA00106304 », notice no PA00106304 | 48° 41′ 49″ nord, 6° 10′ 49″ est   |       |
| Hôtel de Ludres                                                                         | Nancy                        | Meurthe-et-Moselle      | Grand Est                  | inscrit    | « PA00106120 », notice no PA00106120 | 48° 41′ 42″ nord, 6° 10′ 46″ est   |       |
| Hôtel du Grand Doyen ou Hôtel de Stainville                                             | Nancy                        | Meurthe-et-Moselle      | Grand Est                  | inscrit    | « PA00106125 », notice no PA00106125 | 48° 41′ 26″ nord, 6° 11′ 16″ est   |       |
| Immeuble                                                                                | Nancy                        | Meurthe-et-Moselle      | Grand Est                  | inscrit    | « PA00106191 », notice no PA00106191 | 48° 41′ 44″ nord, 6° 10′ 51″ est   |       |
| Hôtel d'Olbelstein                                                                      | Nancy                        | Meurthe-et-Moselle      | Grand Est                  | inscrit    | « PA00106267 », notice no PA00106267 | 48° 41′ 46″ nord, 6° 10′ 41″ est   |       |
| Immeuble                                                                                | Nancy                        | Meurthe-et-Moselle      | Grand Est                  | inscrit    | « PA00106273 », notice no PA00106273 | 48° 41′ 39″ nord, 6° 10′ 43″ est   |       |
| Hôtel de Martigny                                                                       | Nancy                        | Meurthe-et-Moselle      | Grand Est                  | inscrit    | « PA00106122 », notice no PA00106122 | 48° 41′ 52″ nord, 6° 10′ 42″ est   |       |
| Immeubles                                                                               | Nancy                        | Meurthe-et-Moselle      | Grand Est                  | inscrit    | « PA00106132 », notice no PA00106132 | 48° 41′ 48″ nord, 6° 10′ 39″ est   |       |
| Immeuble                                                                                | Nancy                        | Meurthe-et-Moselle      | Grand Est                  | inscrit    | « PA00106134 », notice no PA00106134 | 48° 41′ 41″ nord, 6° 10′ 53″ est   |       |
| Immeuble                                                                                | Nancy                        | Meurthe-et-Moselle      | Grand Est                  | inscrit    | « PA00106179 », notice no PA00106179 | 48° 41′ 44″ nord, 6° 10′ 43″ est   |       |
| Immeuble                                                                                | Nancy                        | Meurthe-et-Moselle      | Grand Est                  | inscrit    | « PA00106239 », notice no PA00106239 | 48° 41′ 38″ nord, 6° 11′ 06″ est   |       |
| Hôtel du Baron Vincent                                                                  | Nancy                        | Meurthe-et-Moselle      | Grand Est                  | inscrit    | « PA00106240 », notice no PA00106240 | 48° 41′ 38″ nord, 6° 11′ 07″ est   |       |
| Hôtel de la Monnaie                                                                     | Nancy                        | Meurthe-et-Moselle      | Grand Est                  | inscrit    | « PA00106254 », notice no PA00106254 | 48° 41′ 38″ nord, 6° 10′ 47″ est   |       |
| Immeuble                                                                                | Nancy                        | Meurthe-et-Moselle      | Grand Est                  | inscrit    | « PA00106274 », notice no PA00106274 | 48° 41′ 40″ nord, 6° 10′ 43″ est   |       |
| Ancien hôpital des Frères de la Charité                                                 | Nancy                        | Meurthe-et-Moselle      | Grand Est                  | inscrit    | « PA00106297 », notice no PA00106297 | 48° 41′ 41″ nord, 6° 11′ 08″ est   |       |
| Hôtel de Chastenoy                                                                      | Nancy                        | Meurthe-et-Moselle      | Grand Est                  | inscrit    | « PA00106112 », notice no PA00106112 | 48° 41′ 54″ nord, 6° 10′ 42″ est   |       |
| Cour administrative d'appel                                                             | Nancy                        | Meurthe-et-Moselle      | Grand Est                  | inscrit    | « PA00106116 », notice no PA00106116 | 48° 41′ 53″ nord, 6° 10′ 38″ est   |       |
| Immeuble                                                                                | Nancy                        | Meurthe-et-Moselle      | Grand Est                  | inscrit    | « PA00106185 », notice no PA00106185 | 48° 41′ 43″ nord, 6° 10′ 49″ est   |       |
| Immeuble                                                                                | Nancy                        | Meurthe-et-Moselle      | Grand Est                  | inscrit    | « PA00106190 », notice no PA00106190 | 48° 41′ 45″ nord, 6° 10′ 50″ est   |       |
| Immeuble                                                                                | Nancy                        | Meurthe-et-Moselle      | Grand Est                  | inscrit    | « PA00106214 », notice no PA00106214 | 48° 41′ 50″ nord, 6° 10′ 38″ est   |       |
| Hôtel de Brémoncourt                                                                    | Nancy                        | Meurthe-et-Moselle      | Grand Est                  | inscrit    | « PA00106275 », notice no PA00106275 | 48° 41′ 41″ nord, 6° 10′ 43″ est   |       |
| Immeuble                                                                                | Nancy                        | Meurthe-et-Moselle      | Grand Est                  | inscrit    | « PA00106135 », notice no PA00106135 | 48° 41′ 40″ nord, 6° 10′ 51″ est   |       |
| Immeuble                                                                                | Nancy                        | Meurthe-et-Moselle      | Grand Est                  | inscrit    | « PA00106212 », notice no PA00106212 | 48° 41′ 51″ nord, 6° 10′ 41″ est   |       |
| Immeuble                                                                                | Nancy                        | Meurthe-et-Moselle      | Grand Est                  | inscrit    | « PA00106215 », notice no PA00106215 | 48° 41′ 50″ nord, 6° 10′ 37″ est   |       |
| Maison Lecreulx                                                                         | Nancy                        | Meurthe-et-Moselle      | Grand Est                  | inscrit    | « PA00106242 », notice no PA00106242 | 48° 41′ 37″ nord, 6° 11′ 07″ est   |       |
| Immeuble                                                                                | Nancy                        | Meurthe-et-Moselle      | Grand Est                  | inscrit    | « PA00106260 », notice no PA00106260 | 48° 41′ 26″ nord, 6° 11′ 07″ est   |       |
| Immeuble                                                                                | Nancy                        | Meurthe-et-Moselle      | Grand Est                  | inscrit    | « PA00106272 », notice no PA00106272 | 48° 41′ 39″ nord, 6° 10′ 43″ est   |       |
| Hôtel de Spada                                                                          | Nancy                        | Meurthe-et-Moselle      | Grand Est                  | inscrit    | « PA00106123 », notice no PA00106123 | 48° 41′ 43″ nord, 6° 10′ 40″ est   |       |
| Hôtel de Lenoncourt                                                                     | Nancy                        | Meurthe-et-Moselle      | Grand Est                  | inscrit    | « PA00106180 », notice no PA00106180 | 48° 41′ 44″ nord, 6° 10′ 42″ est   |       |
| Hôtel de Lillebonne                                                                     | Nancy                        | Meurthe-et-Moselle      | Grand Est                  | inscrit    | « PA00106183 », notice no PA00106183 | 48° 41′ 43″ nord, 6° 10′ 42″ est   |       |
| Immeuble                                                                                | Nancy                        | Meurthe-et-Moselle      | Grand Est                  | inscrit    | « PA00106199 », notice no PA00106199 | 48° 41′ 37″ nord, 6° 11′ 15″ est   |       |
| Immeuble                                                                                | Nancy                        | Meurthe-et-Moselle      | Grand Est                  | inscrit    | « PA00106238 », notice no PA00106238 | 48° 41′ 37″ nord, 6° 11′ 05″ est   |       |
| Hôtel du Grand Chantre                                                                  | Nancy                        | Meurthe-et-Moselle      | Grand Est                  | inscrit    | « PA00106250 », notice no PA00106250 | 48° 41′ 28″ nord, 6° 11′ 14″ est   |       |
| Immeuble                                                                                | Nancy                        | Meurthe-et-Moselle      | Grand Est                  | inscrit    | « PA00106255 », notice no PA00106255 | 48° 41′ 27″ nord, 6° 11′ 07″ est   |       |
| Hôtel Philbert                                                                          | Nancy                        | Meurthe-et-Moselle      | Grand Est                  | inscrit    | « PA00106276 », notice no PA00106276 | 48° 41′ 42″ nord, 6° 10′ 42″ est   |       |
| Maison                                                                                  | Nancy                        | Meurthe-et-Moselle      | Grand Est                  | inscrit    | « PA00106296 », notice no PA00106296 | 48° 41′ 45″ nord, 6° 10′ 49″ est   |       |
| Pont de Saint-Goustan                                                                   | Auray                        | Morbihan                | Bretagne                   | inscrit    | « PA00091011 », notice no PA00091011 | 47° 39′ 59″ nord, 2° 58′ 46″ ouest |       |
| Fontaine Saint-Éloi                                                                     | Bignan                       | Morbihan                | Bretagne                   | inscrit    | « PA00091045 », notice no PA00091045 | 47° 52′ 27″ nord, 2° 48′ 53″ ouest |       |
| Chapelle Saint-Jean                                                                     | Le Faouët                    | Morbihan                | Bretagne                   | inscrit    | « PA00091191 », notice no PA00091191 | 48° 03′ 56″ nord, 3° 30′ 41″ ouest |       |
| Maison                                                                                  | Josselin                     | Morbihan                | Bretagne                   | inscrit    | « PA00091316 », notice no PA00091316 | 47° 57′ 12″ nord, 2° 32′ 58″ ouest |       |
| Maison                                                                                  | Josselin                     | Morbihan                | Bretagne                   | inscrit    | « PA00091322 », notice no PA00091322 | 47° 57′ 20″ nord, 2° 32′ 53″ ouest |       |
| Immeuble                                                                                | Josselin                     | Morbihan                | Bretagne                   | inscrit    | « PA00091315 », notice no PA00091315 | 47° 57′ 20″ nord, 2° 32′ 54″ ouest |       |
| Monument expiatoire de Lorient                                                          | Lorient                      | Morbihan                | Bretagne                   | inscrit    | « PA00091411 », notice no PA00091411 | 47° 44′ 09″ nord, 3° 21′ 58″ ouest |       |
| Château de Lesturgant                                                                   | Malguénac                    | Morbihan                | Bretagne                   | inscrit    | « PA00091429 », notice no PA00091429 | 48° 05′ 20″ nord, 3° 02′ 11″ ouest |       |
| Chapelle Sainte-Anne                                                                    | Ploemeur                     | Morbihan                | Bretagne                   | inscrit    | « PA00091487 », notice no PA00091487 | 47° 44′ 13″ nord, 3° 25′ 27″ ouest |       |
| Fontaine Saint-Clair                                                                    | Réguiny                      | Morbihan                | Bretagne                   | inscrit    | « PA00091633 », notice no PA00091633 | 47° 58′ 54″ nord, 2° 45′ 20″ ouest |       |
| Abbaye Saint-Genest                                                                     | Nevers                       | Nièvre                  | Bourgogne-Franche-Comté    | inscrit    | « PA00112935 », notice no PA00112935 | 46° 59′ 11″ nord, 3° 09′ 17″ est   |       |
| Hôtel des Bordes                                                                        | Nevers                       | Nièvre                  | Bourgogne-Franche-Comté    | inscrit    | « PA00112946 », notice no PA00112946 | 46° 59′ 25″ nord, 3° 09′ 54″ est   |       |
| Remparts de la tour du Havre à la Loire                                                 | Nevers                       | Nièvre                  | Bourgogne-Franche-Comté    | inscrit    | « PA00112970 », notice no PA00112970 | 46° 59′ 06″ nord, 3° 09′ 17″ est   |       |
| Fortifications d'Avesnes-sur-Helpe                                                      | Avesnes-sur-Helpe            | Nord                    | Hauts-de-France            | inscrit    | « PA00107356 », notice no PA00107356 | 50° 07′ 27″ nord, 3° 55′ 39″ est   |       |
| Palais des archevêques de Cambrai                                                       | Le Cateau-Cambrésis          | Nord                    | Hauts-de-France            | inscrit    | « PA00107429 », notice no PA00107429 | 50° 06′ 21″ nord, 3° 32′ 28″ est   |       |
| Hôtel de Warenghien de Flory                                                            | Douai                        | Nord                    | Hauts-de-France            | inscrit    | « PA00107460 », notice no PA00107460 | 50° 22′ 27″ nord, 3° 05′ 16″ est   |       |
| Église Saint-Lambert de Liessies                                                        | Liessies                     | Nord                    | Hauts-de-France            | inscrit    | « PA00107566 », notice no PA00107566 | 50° 07′ 06″ nord, 4° 04′ 57″ est   |       |
| Enseigne en pierre sculptée représentant saint Nicaise                                  | Lille                        | Nord                    | Hauts-de-France            | inscrit    | « PA00107584 », notice no PA00107584 |                                    |       |
| Hôtel Scrive                                                                            | Lille                        | Nord                    | Hauts-de-France            | inscrit    | « PA00107593 », notice no PA00107593 | 50° 38′ 18″ nord, 3° 04′ 08″ est   |       |
| Immeubles                                                                               | Lille                        | Nord                    | Hauts-de-France            | inscrit    | « PA00107624 », notice no PA00107624 | 50° 38′ 15″ nord, 3° 03′ 49″ est   |       |
| Immeuble                                                                                | Lille                        | Nord                    | Hauts-de-France            | inscrit    | « PA00107627 », notice no PA00107627 | 50° 38′ 17″ nord, 3° 03′ 44″ est   |       |
| Immeuble                                                                                | Lille                        | Nord                    | Hauts-de-France            | inscrit    | « PA00107629 », notice no PA00107629 | 50° 38′ 18″ nord, 3° 03′ 46″ est   |       |
| Immeubles                                                                               | Lille                        | Nord                    | Hauts-de-France            | inscrit    | « PA00107633 », notice no PA00107633 | 50° 38′ 16″ nord, 3° 03′ 42″ est   |       |
| Immeuble                                                                                | Lille                        | Nord                    | Hauts-de-France            | inscrit    | « PA00107641 », notice no PA00107641 | 50° 38′ 18″ nord, 3° 03′ 50″ est   |       |
| Immeubles                                                                               | Lille                        | Nord                    | Hauts-de-France            | inscrit    | « PA00107646 », notice no PA00107646 | 50° 38′ 08″ nord, 3° 03′ 59″ est   |       |
| Immeubles                                                                               | Lille                        | Nord                    | Hauts-de-France            | inscrit    | « PA00107647 », notice no PA00107647 | 50° 38′ 06″ nord, 3° 04′ 02″ est   |       |
| Immeubles                                                                               | Lille                        | Nord                    | Hauts-de-France            | inscrit    | « PA00107648 », notice no PA00107648 | 50° 38′ 05″ nord, 3° 04′ 03″ est   |       |
| Immeuble                                                                                | Lille                        | Nord                    | Hauts-de-France            | inscrit    | « PA00107659 », notice no PA00107659 | 50° 38′ 08″ nord, 3° 04′ 06″ est   |       |
| Immeuble                                                                                | Lille                        | Nord                    | Hauts-de-France            | inscrit    | « PA00107662 », notice no PA00107662 |                                    |       |
| Maisons                                                                                 | Lille                        | Nord                    | Hauts-de-France            | inscrit    | « PA00107709 », notice no PA00107709 | 50° 38′ 10″ nord, 3° 03′ 47″ est   |       |
| Immeubles                                                                               | Lille                        | Nord                    | Hauts-de-France            | inscrit    | « PA00107619 », notice no PA00107619 | 50° 38′ 16″ nord, 3° 04′ 02″ est   |       |
| Immeuble                                                                                | Lille                        | Nord                    | Hauts-de-France            | inscrit    | « PA00107650 », notice no PA00107650 | 50° 38′ 28″ nord, 3° 03′ 42″ est   |       |
| Immeuble                                                                                | Lille                        | Nord                    | Hauts-de-France            | inscrit    | « PA00107660 », notice no PA00107660 | 50° 38′ 31″ nord, 3° 03′ 52″ est   |       |
| Maison                                                                                  | Lille                        | Nord                    | Hauts-de-France            | inscrit    | « PA00107673 », notice no PA00107673 | 50° 38′ 20″ nord, 3° 03′ 31″ est   |       |
| Maisons                                                                                 | Lille                        | Nord                    | Hauts-de-France            | inscrit    | « PA00107699 », notice no PA00107699 | 50° 38′ 26″ nord, 3° 03′ 50″ est   |       |
| Maison des Vieux Hommes                                                                 | Lille                        | Nord                    | Hauts-de-France            | inscrit    | « PA00107710 », notice no PA00107710 | 50° 38′ 21″ nord, 3° 04′ 13″ est   |       |
| Immeuble                                                                                | Lille                        | Nord                    | Hauts-de-France            | inscrit    | « PA00107616 », notice no PA00107616 | 50° 38′ 30″ nord, 3° 03′ 40″ est   |       |
| Immeuble                                                                                | Lille                        | Nord                    | Hauts-de-France            | inscrit    | « PA00107621 », notice no PA00107621 | 50° 38′ 19″ nord, 3° 03′ 20″ est   |       |
| Immeubles                                                                               | Lille                        | Nord                    | Hauts-de-France            | inscrit    | « PA00107630 », notice no PA00107630 | 50° 38′ 15″ nord, 3° 03′ 46″ est   |       |
| Immeuble                                                                                | Lille                        | Nord                    | Hauts-de-France            | inscrit    | « PA00107637 », notice no PA00107637 | 50° 38′ 12″ nord, 3° 03′ 48″ est   |       |
| Immeuble                                                                                | Lille                        | Nord                    | Hauts-de-France            | inscrit    | « PA00107638 », notice no PA00107638 | 50° 38′ 13″ nord, 3° 03′ 47″ est   |       |
| Immeuble                                                                                | Lille                        | Nord                    | Hauts-de-France            | inscrit    | « PA00107640 », notice no PA00107640 | 50° 38′ 17″ nord, 3° 03′ 50″ est   |       |
| Immeuble                                                                                | Lille                        | Nord                    | Hauts-de-France            | inscrit    | « PA00107657 », notice no PA00107657 | 50° 38′ 23″ nord, 3° 03′ 29″ est   |       |
| Immeuble                                                                                | Lille                        | Nord                    | Hauts-de-France            | inscrit    | « PA00107661 », notice no PA00107661 | 50° 38′ 08″ nord, 3° 04′ 04″ est   |       |
| Maison                                                                                  | Lille                        | Nord                    | Hauts-de-France            | inscrit    | « PA00107698 », notice no PA00107698 | 50° 38′ 13″ nord, 3° 03′ 53″ est   |       |
| Enseigne en pierre sculptée représentant un catoire ou ruche d'or                       | Lille                        | Nord                    | Hauts-de-France            | inscrit    | « PA00107583 », notice no PA00107583 | 50° 37′ 52″ nord, 3° 04′ 06″ est   |       |
| Immeubles                                                                               | Lille                        | Nord                    | Hauts-de-France            | inscrit    | « PA00107617 », notice no PA00107617 | 50° 38′ 27″ nord, 3° 03′ 34″ est   |       |
| Immeubles                                                                               | Lille                        | Nord                    | Hauts-de-France            | inscrit    | « PA00107620 », notice no PA00107620 | 50° 38′ 17″ nord, 3° 03′ 59″ est   |       |
| Immeuble                                                                                | Lille                        | Nord                    | Hauts-de-France            | inscrit    | « PA00107622 », notice no PA00107622 | 50° 38′ 20″ nord, 3° 03′ 43″ est   |       |
| Immeuble                                                                                | Lille                        | Nord                    | Hauts-de-France            | inscrit    | « PA00107628 », notice no PA00107628 | 50° 38′ 18″ nord, 3° 03′ 45″ est   |       |
| Immeubles                                                                               | Lille                        | Nord                    | Hauts-de-France            | inscrit    | « PA00107631 », notice no PA00107631 | 50° 38′ 14″ nord, 3° 03′ 45″ est   |       |
| Immeuble                                                                                | Lille                        | Nord                    | Hauts-de-France            | inscrit    | « PA00107642 », notice no PA00107642 | 50° 38′ 01″ nord, 3° 04′ 09″ est   |       |
| Immeuble                                                                                | Lille                        | Nord                    | Hauts-de-France            | inscrit    | « PA00107645 », notice no PA00107645 | 50° 38′ 07″ nord, 3° 03′ 52″ est   |       |
| Immeubles                                                                               | Lille                        | Nord                    | Hauts-de-France            | inscrit    | « PA00107649 », notice no PA00107649 | 50° 38′ 05″ nord, 3° 04′ 03″ est   |       |
| Immeubles                                                                               | Lille                        | Nord                    | Hauts-de-France            | inscrit    | « PA00107651 », notice no PA00107651 | 50° 38′ 44″ nord, 3° 03′ 41″ est   |       |
| Immeuble                                                                                | Lille                        | Nord                    | Hauts-de-France            | inscrit    | « PA00107656 », notice no PA00107656 | 50° 38′ 20″ nord, 3° 04′ 10″ est   |       |
| Immeubles                                                                               | Lille                        | Nord                    | Hauts-de-France            | inscrit    | « PA00107658 », notice no PA00107658 | 50° 38′ 22″ nord, 3° 03′ 27″ est   |       |
| Maisons                                                                                 | Lille                        | Nord                    | Hauts-de-France            | inscrit    | « PA00107688 », notice no PA00107688 | 50° 38′ 17″ nord, 3° 03′ 50″ est   |       |
| Hôtel d'Avelin                                                                          | Lille                        | Nord                    | Hauts-de-France            | inscrit    | « PA00107592 », notice no PA00107592 | 50° 38′ 26″ nord, 3° 03′ 59″ est   |       |
| Immeuble                                                                                | Lille                        | Nord                    | Hauts-de-France            | inscrit    | « PA00107623 », notice no PA00107623 | 50° 38′ 20″ nord, 3° 03′ 41″ est   |       |
| Immeuble                                                                                | Lille                        | Nord                    | Hauts-de-France            | inscrit    | « PA00107632 », notice no PA00107632 | 50° 38′ 15″ nord, 3° 03′ 44″ est   |       |
| Immeubles                                                                               | Lille                        | Nord                    | Hauts-de-France            | inscrit    | « PA00107644 », notice no PA00107644 | 50° 38′ 10″ nord, 3° 03′ 49″ est   |       |
| Immeuble                                                                                | Lille                        | Nord                    | Hauts-de-France            | inscrit    | « PA00107666 », notice no PA00107666 | 50° 38′ 08″ nord, 3° 04′ 14″ est   |       |
| Immeubles                                                                               | Lille                        | Nord                    | Hauts-de-France            | inscrit    | « PA00107668 », notice no PA00107668 | 50° 38′ 07″ nord, 3° 03′ 49″ est   |       |
| Château de Potelle                                                                      | Potelle                      | Nord                    | Hauts-de-France            | inscrit    | « PA00107775 », notice no PA00107775 | 50° 14′ 49″ nord, 3° 40′ 12″ est   |       |
| Remparts du Quesnoy                                                                     | Le Quesnoy                   | Nord                    | Hauts-de-France            | classé     | « PA00107779 », notice no PA00107779 | 50° 14′ 52″ nord, 3° 37′ 50″ est   |       |
| Église Saint-Léger de Socx                                                              | Socx                         | Nord                    | Hauts-de-France            | inscrit    | « PA00107818 », notice no PA00107818 | 50° 56′ 10″ nord, 2° 25′ 24″ est   |       |
| Immeuble                                                                                | Valenciennes                 | Nord                    | Hauts-de-France            | inscrit    | « PA00107859 », notice no PA00107859 | 50° 21′ 16″ nord, 3° 31′ 35″ est   |       |
| Immeuble                                                                                | Valenciennes                 | Nord                    | Hauts-de-France            | inscrit    | « PA00107864 », notice no PA00107864 | 50° 21′ 16″ nord, 3° 31′ 19″ est   |       |
| Hôtel de Lambesc                                                                        | Valenciennes                 | Nord                    | Hauts-de-France            | inscrit    | « PA00107855 », notice no PA00107855 | 50° 21′ 24″ nord, 3° 31′ 36″ est   |       |
| Immeuble                                                                                | Valenciennes                 | Nord                    | Hauts-de-France            | inscrit    | « PA00107865 », notice no PA00107865 | 50° 21′ 22″ nord, 3° 31′ 23″ est   |       |
| Immeuble                                                                                | Valenciennes                 | Nord                    | Hauts-de-France            | inscrit    | « PA00107866 », notice no PA00107866 | 50° 21′ 19″ nord, 3° 31′ 30″ est   |       |
| Immeubles                                                                               | Valenciennes                 | Nord                    | Hauts-de-France            | inscrit    | « PA00107869 », notice no PA00107869 | 50° 21′ 36″ nord, 3° 31′ 17″ est   |       |
| Faïencerie                                                                              | Valenciennes                 | Nord                    | Hauts-de-France            | inscrit    | « PA00107850 », notice no PA00107850 | 50° 21′ 41″ nord, 3° 31′ 35″ est   |       |
| Immeuble                                                                                | Valenciennes                 | Nord                    | Hauts-de-France            | inscrit    | « PA00107860 », notice no PA00107860 | 50° 21′ 21″ nord, 3° 31′ 30″ est   |       |
| Immeuble                                                                                | Valenciennes                 | Nord                    | Hauts-de-France            | inscrit    | « PA00107861 », notice no PA00107861 | 50° 21′ 20″ nord, 3° 31′ 30″ est   |       |
| Maison                                                                                  | Valenciennes                 | Nord                    | Hauts-de-France            | inscrit    | « PA00107871 », notice no PA00107871 | 50° 21′ 22″ nord, 3° 31′ 30″ est   |       |
| Immeuble                                                                                | Valenciennes                 | Nord                    | Hauts-de-France            | inscrit    | « PA00107857 », notice no PA00107857 | 50° 21′ 16″ nord, 3° 31′ 36″ est   |       |
| Immeuble                                                                                | Valenciennes                 | Nord                    | Hauts-de-France            | inscrit    | « PA00107858 », notice no PA00107858 | 50° 21′ 25″ nord, 3° 31′ 23″ est   |       |
| Immeuble                                                                                | Valenciennes                 | Nord                    | Hauts-de-France            | inscrit    | « PA00107863 », notice no PA00107863 | 50° 21′ 18″ nord, 3° 31′ 18″ est   |       |
| Hôtel Hamoir                                                                            | Valenciennes                 | Nord                    | Hauts-de-France            | inscrit    | « PA00107852 », notice no PA00107852 | 50° 21′ 18″ nord, 3° 31′ 31″ est   |       |
| Queue de Gargantua                                                                      | Borest                       | Oise                    | Hauts-de-France            | classé     | « PA00114537 », notice no PA00114537 | 49° 10′ 54″ nord, 2° 40′ 17″ est   |       |
| Abbaye Saint-Corneille                                                                  | Compiègne                    | Oise                    | Hauts-de-France            | inscrit    | « PA00114605 », notice no PA00114605 | 49° 25′ 02″ nord, 2° 49′ 29″ est   |       |
| Hôtel des Relations extérieures                                                         | Compiègne                    | Oise                    | Hauts-de-France            | inscrit    | « PA00114638 », notice no PA00114638 | 49° 24′ 56″ nord, 2° 49′ 35″ est   |       |
| Château d'Alincourt                                                                     | Parnes                       | Oise                    | Hauts-de-France            | classé     | « PA00114801 », notice no PA00114801 | 49° 11′ 10″ nord, 1° 45′ 43″ est   |       |
| Église Saint-Denis de Villers-sous-Saint-Leu                                            | Villers-sous-Saint-Leu       | Oise                    | Hauts-de-France            | classé     | « PA00114964 », notice no PA00114964 | 49° 12′ 48″ nord, 2° 23′ 55″ est   |       |
| Dolmen de la Pierre couplée                                                             | La Ferté-Frênel              | Orne                    | Normandie                  | classé     | « PA00110805 », notice no PA00110805 | 48° 50′ 22″ nord, 0° 29′ 51″ est   |       |
| Menhir du Boulay-Filleul                                                                | Glos-la-Ferrière             | Orne                    | Normandie                  | classé     | « PA00110813 », notice no PA00110813 | 48° 50′ 34″ nord, 0° 36′ 17″ est   |       |
| Château de Rabodanges                                                                   | Rabodanges                   | Orne                    | Normandie                  | inscrit    | « PA00110894 », notice no PA00110894 | 48° 48′ 18″ nord, 0° 17′ 26″ ouest |       |
| Chapelle Saint-Rémi de Tinchebray                                                       | Tinchebray                   | Orne                    | Normandie                  | classé     | « PA00110956 », notice no PA00110956 | 48° 45′ 51″ nord, 0° 43′ 48″ ouest |       |
| Musée de Balzac                                                                         | 16e arrondissement de Paris  | Paris                   | Île-de-France              | inscrit    | « PA00086709 », notice no PA00086709 | 48° 51′ 19″ nord, 2° 16′ 51″ est   |       |
| Abbaye Saint-Wilmer de Boulogne-sur-Mer                                                 | Boulogne-sur-Mer             | Pas-de-Calais           | Hauts-de-France            | inscrit    | « PA00108211 », notice no PA00108211 |                                    |       |
| Église Saint-Paul de Saint-Pol-sur-Ternoise                                             | Saint-Pol-sur-Ternoise       | Pas-de-Calais           | Hauts-de-France            | inscrit    | « PA00108424 », notice no PA00108424 | 50° 22′ 53″ nord, 2° 20′ 15″ est   |       |
| Château de Chazeron                                                                     | Loubeyrat                    | Puy-de-Dôme             | Auvergne-Rhône-Alpes       | classé     | « PA00092157 », notice no PA00092157 | 45° 55′ 21″ nord, 3° 02′ 08″ est   |       |
| Collège-lycée Ampère                                                                    | 2e arrondissement de Lyon    | Rhône                   | Auvergne-Rhône-Alpes       | inscrit    | « PA00117788 », notice no PA00117788 | 45° 45′ 55″ nord, 4° 50′ 15″ est   |       |
| Maison                                                                                  | Autun                        | Saône-et-Loire          | Bourgogne-Franche-Comté    | inscrit    | « PA00113089 », notice no PA00113089 | 46° 57′ 16″ nord, 4° 18′ 00″ est   |       |
| Abbaye Saint-Jean-le-Grand                                                              | Autun                        | Saône-et-Loire          | Bourgogne-Franche-Comté    | inscrit    | « PA00113072 », notice no PA00113072 | 46° 57′ 31″ nord, 4° 18′ 02″ est   |       |
| Manoir de l'Habit                                                                       | Domfront-en-Champagne        | Sarthe                  | Pays de la Loire           | inscrit    | « PA00109742 », notice no PA00109742 | 48° 06′ 51″ nord, 0° 00′ 42″ est   |       |
| Croix de cimetière de la Correrie                                                       | Aillon-le-Jeune              | Savoie                  | Auvergne-Rhône-Alpes       | inscrit    | « PA00118159 », notice no PA00118159 | 45° 36′ 35″ nord, 6° 06′ 21″ est   |       |
| Croix de Saint-Martin-de-Belleville                                                     | Les Belleville               | Savoie                  | Auvergne-Rhône-Alpes       | classé     | « PA00118303 », notice no PA00118303 | 45° 22′ 17″ nord, 6° 30′ 31″ est   |       |
| Château de Miolans                                                                      | Saint-Pierre-d'Albigny       | Savoie                  | Auvergne-Rhône-Alpes       | classé     | « PA00118304 », notice no PA00118304 | 45° 34′ 50″ nord, 6° 11′ 13″ est   |       |
| Église Saint-Pierre de Beauchéry                                                        | Beauchery-Saint-Martin       | Seine-et-Marne          | Île-de-France              | classé     | « PA00086809 », notice no PA00086809 | 48° 36′ 56″ nord, 3° 24′ 11″ est   |       |
| Église Saint-Maurice de Blandy (Seine-et-Marne)                                         | Blandy                       | Seine-et-Marne          | Île-de-France              | classé     | « PA00086818 », notice no PA00086818 | 48° 34′ 04″ nord, 2° 46′ 52″ est   |       |
| Château de Guermantes                                                                   | Guermantes                   | Seine-et-Marne          | Île-de-France              | classé     | « PA00087025 », notice no PA00087025 | 48° 51′ 11″ nord, 2° 41′ 52″ est   |       |
| Église Saint-Donatien-et-Saint-Rogatien de Tancrou                                      | Tancrou                      | Seine-et-Marne          | Île-de-France              | inscrit    | « PA00087294 », notice no PA00087294 | 48° 59′ 57″ nord, 3° 02′ 32″ est   |       |
| Château de Saint-Victor                                                                 | Ancretiéville-Saint-Victor   | Seine-Maritime          | Normandie                  | inscrit    | « PA00100539 », notice no PA00100539 | 49° 39′ 53″ nord, 0° 58′ 13″ est   |       |
| Prieuré de Bellencombre                                                                 | Bellencombre                 | Seine-Maritime          | Normandie                  | classé     | « PA00100556 », notice no PA00100556 | 49° 43′ 03″ nord, 1° 12′ 44″ est   |       |
| Hôtel du duc de Charrost                                                                | Bolbec                       | Seine-Maritime          | Normandie                  | inscrit    | « PA00100568 », notice no PA00100568 | 49° 34′ 19″ nord, 0° 28′ 19″ est   |       |
| Immeuble                                                                                | Bolbec                       | Seine-Maritime          | Normandie                  | inscrit    | « PA00100569 », notice no PA00100569 | 49° 34′ 11″ nord, 0° 28′ 17″ est   |       |
| Manoir de Bimorel                                                                       | Imbleville                   | Seine-Maritime          | Normandie                  | inscrit    | « PA00100724 », notice no PA00100724 | 49° 43′ 22″ nord, 0° 57′ 21″ est   |       |
| Immeubles                                                                               | Amiens                       | Somme                   | Hauts-de-France            | inscrit    | « PA00116073 », notice no PA00116073 | 49° 53′ 46″ nord, 2° 17′ 37″ est   |       |
| Château de Long                                                                         | Long                         | Somme                   | Hauts-de-France            | inscrit    | « PA00116188 », notice no PA00116188 | 50° 02′ 19″ nord, 1° 58′ 52″ est   |       |
| Porte de Bretagne (Péronne) et vestiges des fortifications                              | Péronne                      | Somme                   | Hauts-de-France            | classé     | « PA00116216 », notice no PA00116216 | 49° 55′ 53″ nord, 2° 56′ 20″ est   |       |
| Immeuble                                                                                | Albi                         | Tarn                    | Occitanie                  | inscrit    | « PA00095465 », notice no PA00095465 | 43° 55′ 38″ nord, 2° 08′ 50″ est   |       |
| Halles                                                                                  | Cordes-sur-Ciel              | Tarn                    | Occitanie                  | classé     | « PA00095527 », notice no PA00095527 | 44° 03′ 48″ nord, 1° 57′ 05″ est   |       |
| Château de Belpech                                                                      | Varen                        | Tarn-et-Garonne         | Occitanie                  | inscrit    | « PA00095897 », notice no PA00095897 | 44° 09′ 57″ nord, 1° 55′ 04″ est   |       |
| Château de Garges                                                                       | Garges-lès-Gonesse           | Val-d'Oise              | Île-de-France              | inscrit    | « PA00080065 », notice no PA00080065 | 48° 58′ 02″ nord, 2° 24′ 48″ est   |       |
| Croix de cimetière de Genainville                                                       | Genainville                  | Val-d'Oise              | Île-de-France              | classé     | « PA00080066 », notice no PA00080066 | 49° 07′ 32″ nord, 1° 44′ 49″ est   |       |
| Église Saint-Pierre de Génicourt                                                        | Génicourt                    | Val-d'Oise              | Île-de-France              | classé     | « PA00080070 », notice no PA00080070 | 49° 05′ 19″ nord, 2° 04′ 05″ est   |       |
| Château de Guiry                                                                        | Guiry-en-Vexin               | Val-d'Oise              | Île-de-France              | classé     | « PA00080082 », notice no PA00080082 | 49° 06′ 29″ nord, 1° 51′ 03″ est   |       |
| Hôtel de Crosne                                                                         | Magny-en-Vexin               | Val-d'Oise              | Île-de-France              | classé     | « PA00080114 », notice no PA00080114 | 49° 09′ 06″ nord, 1° 47′ 14″ est   |       |
| Cave                                                                                    | Pontoise                     | Val-d'Oise              | Île-de-France              | inscrit    | « PA00080169 », notice no PA00080169 | 49° 03′ 01″ nord, 2° 05′ 41″ est   |       |
| Cave                                                                                    | Pontoise                     | Val-d'Oise              | Île-de-France              | inscrit    | « PA00080170 », notice no PA00080170 | 49° 03′ 02″ nord, 2° 05′ 46″ est   |       |
| Église Saint-Jean-Devant-la-Porte-Latine de La Valette-du-Var                           | La Valette-du-Var            | Var                     | Provence-Alpes-Côte d'Azur | inscrit    | « PA00081772 », notice no PA00081772 | 43° 08′ 16″ nord, 5° 58′ 59″ est   |       |
| Hôtel de la Pérate                                                                      | Fontenay-le-Comte            | Vendée                  | Pays de la Loire           | inscrit    | « PA00110109 », notice no PA00110109 | 46° 28′ 04″ nord, 0° 48′ 24″ ouest |       |
| Immeuble                                                                                | Fontenay-le-Comte            | Vendée                  | Pays de la Loire           | inscrit    | « PA00110110 », notice no PA00110110 | 46° 27′ 59″ nord, 0° 48′ 02″ ouest |       |
| Immeuble                                                                                | Poitiers                     | Vienne                  | Nouvelle-Aquitaine         | inscrit    | « PA00105623 », notice no PA00105623 | 46° 34′ 47″ nord, 0° 20′ 38″ est   |       |
| Immeuble                                                                                | Poitiers                     | Vienne                  | Nouvelle-Aquitaine         | inscrit    | « PA00105625 », notice no PA00105625 | 46° 34′ 45″ nord, 0° 20′ 35″ est   |       |
| Maison                                                                                  | Poitiers                     | Vienne                  | Nouvelle-Aquitaine         | inscrit    | « PA00105643 », notice no PA00105643 | 46° 35′ 06″ nord, 0° 20′ 34″ est   |       |
| Prieuré hospitalier de Poitiers                                                         | Poitiers                     | Vienne                  | Nouvelle-Aquitaine         | inscrit    | « PA00105656 », notice no PA00105656 | 46° 34′ 57″ nord, 0° 20′ 47″ est   |       |
| Prieuré de Vausse                                                                       | Châtel-Gérard                | Yonne                   | Bourgogne-Franche-Comté    | inscrit    | « PA00113643 », notice no PA00113643 | 47° 37′ 56″ nord, 4° 08′ 25″ est   |       |
| Église Saint-Martin de Lainville-en-Vexin                                               | Lainville-en-Vexin           | Yvelines                | Île-de-France              | inscrit    | « PA00087467 », notice no PA00087467 | 49° 03′ 35″ nord, 1° 48′ 58″ est   |       |
| Église Saint-Aubin de Limay                                                             | Limay                        | Yvelines                | Île-de-France              | classé     | « PA00087470 », notice no PA00087470 | 48° 59′ 41″ nord, 1° 43′ 55″ est   |       |
| Immeubles                                                                               | Saint-Germain-en-Laye        | Yvelines                | Île-de-France              | inscrit    | « PA00087621 », notice no PA00087621 | 48° 53′ 53″ nord, 2° 05′ 20″ est   |       |
| Hôtel Lambinet (actuel musée Lambinet)                                                  | Versailles                   | Yvelines                | Île-de-France              | classé     | « PA00087695 », notice no PA00087695 | 48° 48′ 19″ nord, 2° 08′ 06″ est   |       |